# Маленькое привидение
«Ма́ленькое привиде́ние» (нем. Das kleine Gespenst) — сказочная повесть немецкого писателя Отфрида Пройслера о привидении из старинного замка, которое неожиданно для себя становится дневным и вынуждено постоянно сталкиваться с людьми. Сказка была опубликована в 1966 году издательством «Тинеманн» с иллюстрациями Франца Йозефа Триппа.
Сказка завершает своеобразную трилогию о маленьких представителях сверхъестественных существ, куда входят также повести «Маленькая Баба-Яга» и «Маленький Водяной», написанные в конце 1950-х годов. Она переведена на десятки языков и была неоднократно экранизирована.

## Сюжет
В замке Ойленштайн близ города Ойленберг живёт маленькое привидение. Оно просыпается по ночам и бродит по замку, а на рассвете засыпает. Однажды привидению захотелось узнать, как выглядит мир днём, но, несмотря на попытки проснуться в другое время, у него это не получается. К тому же лучший друг маленького привидения, филин Шуху, предостерегает его от дневного света: сам Шуху однажды чуть не погиб, не успев вернуться в дупло днём.
Тем не менее, однажды случается непредвиденное: маленькое привидение просыпается не в полночь, а в полдень. Оно вылетает на улицу и от солнечного света становится чёрным. Привидение замечают люди, и оно начинает скрываться в подземных ходах, вылезая в неожиданных местах в городе и пугая жителей. Привидение превращается в дневное и теперь уже не может проснуться ночью. А когда в городе отмечается 325-летие снятия шведской осады, маленькое привидение вылетает и прогоняет шведскую армию — так же, как оно сделало это 325 лет назад.
Оно не знает, что шведские солдаты — это переодетые горожане на историческом празднике. Однако вскоре из разговоров детей привидение узнаёт о своей ошибке. Ему становится стыдно, и оно решает вернуться в замок. Дети узнают, что недавно часы на городской башне ремонтировали, и они отстали на 12 часов. Это и была причина того, что привидение стало просыпаться в полдень.
Ребята просят часовщика снова перевести часы вперёд, что тот и делает. Привидение возвращается в замок и опять становится ночным, обретя свой изначальный белый цвет.

## Переводы
Существует два перевода сказки на русский язык (с одним и тем же названием). Впервые по-русски сказка опубликована в журнале «Мурзилка» в 1981 году (№ 3—8) в переводе (пересказе) Юрия Коринца и Натальи Бурловой, с рисунками Льва Токмакова. Другой перевод принадлежит Эльвире Ивановой; оба перевода неоднократно переиздавались.

## Экранизации
- В 1969 году в ФРГ был поставлен одноимённый цветной кукольный фильм-спектакль (в двух сериях)[3].
- В 1987 году на Ленинградском телевидении был поставлен фильм-спектакль «Привидение из города Ойленберга» по мотивам произведений Пройслера (режиссёр Анатолий Слясский). В роли Привидения выступил Анатолий Равикович[4].
- В 1992 году в Германии режиссёр Курт Линда снял одноимённый цветной 86-минутный мультфильм по сказке[5].
- В 2013 году вышел ещё один полнометражный фильм по книге, с тем же названием[6].

## Другие адаптации
- По сказке выходили радиоспектакли и аудиокниги, переиздающиеся и в настоящее время[7][8].
- В 2005 году по мотивам сказки была издана настольная игра для детей (для 2—4 человек от 5 лет)[9][10].